# روار گرونوو
روار گرونوو (انگلیسی: Roar Grønvold؛ زادهٔ ۱۹ مارس ۱۹۴۶) اسکیت‌باز سرعت، فیزیوتراپیست، بازیکن فوتبال، و سرمربی (فوتبال) اهل نروژ است.